# Tatiana Archipova
Tatiana Valerjevna Petrova Archipova (ryska: Татьяна Валерьевна Петро́ва Архи́пова), född Petrova den 8 april 1983 i Karak-Sirmy i Urmarskij rajon, Tjuvasjiska ASSR, Ryska SFSR, Sovjetunionen (nu Tjuvasjien, Ryssland), är en rysk friidrottare.
Hon har specialiserat sig på 3 000 meter hinder och långdistanslöpning och tog bronset i maratonloppet vid London-OS 2012.
Hennes genombrott kom när hon vid junior-VM 2002 blev fyra på 3 000 meter och sexa på 5 000 meter. Vid EM i Göteborg valde hon att tävla på 3 000 meter hinder där hon slutade på andra plats efter vitryskan Alesia Turava. Hon deltog även vid VM 2007 i Osaka där hon blev tvåa, denna gång efter landsmaninnan Jekaterina Volkova. Tiden från finalen 9.09,19 innebar ett nytt personligt rekord. 
Vidare deltog hon vid olympiska sommarspelen 2008 där hon slutade på fjärde plats efter att ha noterat tiden 9.12,33.
Vid de olympiska sommarspelen 2012 kom hon på tredje plats i maraton efter Tiki Gelana och Priscah Jeptoo, på tiden 2.23,29, vilket var ett nytt personbästa.

## Personliga rekord

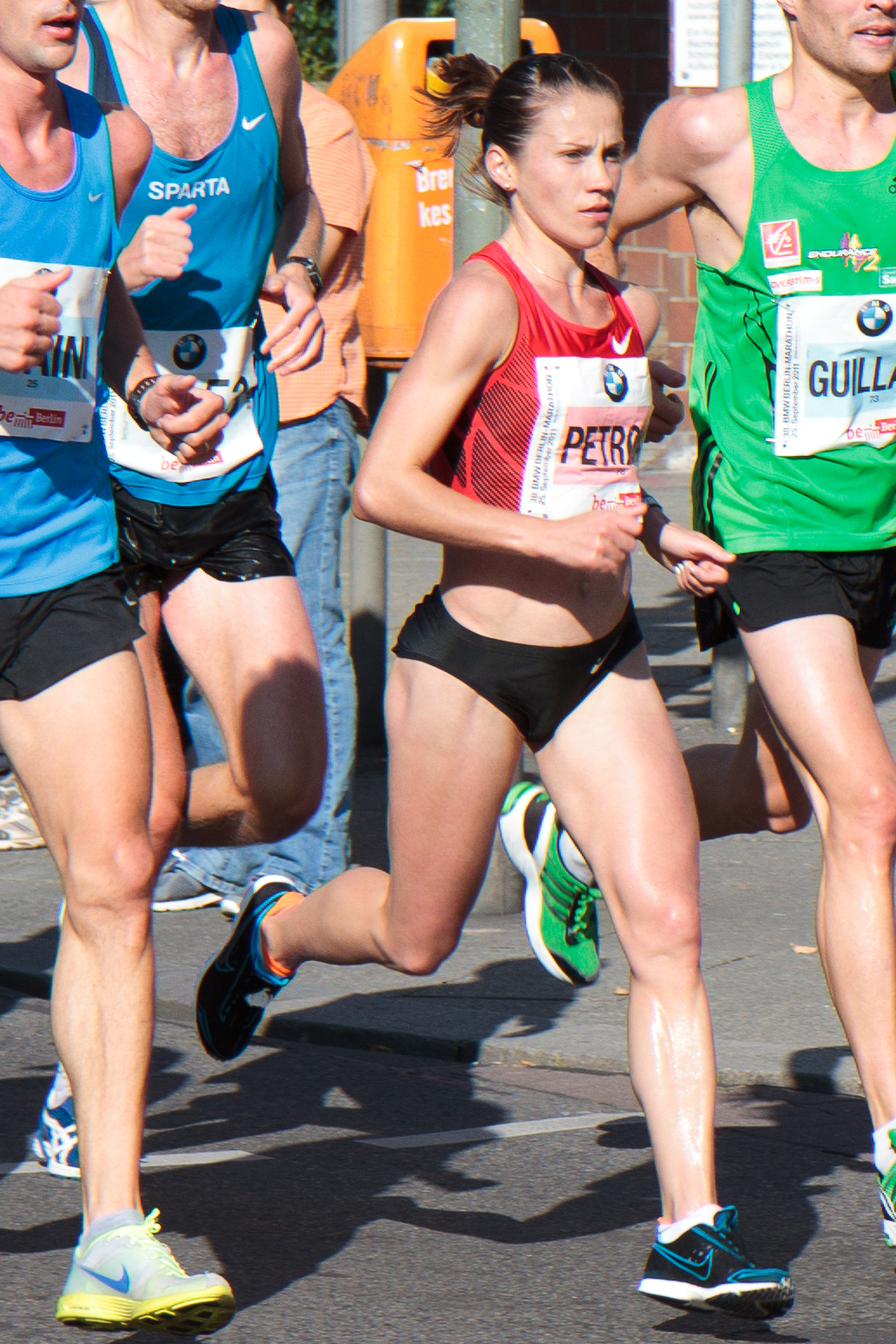
Petrova Archipova vid Berlins maratonlopp 2011.

- 3 000 m - 8.44,13 (2006)
- 3 000 m hinder - 9.09,19 (2007)
- 5 000 m - 15.46,58 (2003)
- 10 000 m - 32.17,49 (2005)
- Maraton - 2.23,29 (2012)

### Fotnoter
1. ↑  World Athletics Database, World Athletics ID: 181884.[källa från Wikidata]
2. ↑  Чувашская энциклопедия, Tjuvasjskoje knizjnoje izdatelstvo, 2006, ISBN 978-5-7670-1471-2, läs online.[källa från Wikidata]
3. ↑  Resultatlista på IAAF.org. Läst 5 augusti 2012.